# Шер, Владимир Дмитриевич
Владимир Дмитриевич Шер (1850—1894) — московский архитектор, наиболее известный зданием первой мощной городской электростанции Москвы (ныне «Новый Манеж»).

## Биография
Родился 1 июня 1850 года[по какому календарю?]. Сын Д. А. Шера и Ольги Фёдоровны Шер (урождённой Нечаевой). Личный дворянин Рязанской губернии; вместе с матерью состоял в совладении с помещиками Ставровскими и Достоевскими родовым имением в Рязанском уезде, размером в 6832 десятин земли. Был двоюродным братом Ф. М. Достоевского. Сохранилась его переписка с Достоевским по поводу раздела наследства А. Ф. Куманиной.
После шести лет воспитания в 3-й Московской гимназии (не окончил) учился в МУЖВЗ, из которого вышел в 1879 году со званием неклассного художника-архитектора и правом на звание потомственного почётного гражданина (диплом МУЖВЗ № 655 от 18 мая 1883).
Службу начал в марте 1879 года, помощником секретаря съезда мировых судей Подольского округа Московской губернии. С 1881 по 1892 годы трижды избирался Подольским земским собранием почётным мировым судьёй (по этой должности содержания не получал).
С 1886 по 1892 годы состоял в управлении синодальных училищ церковного пения исправляющим должность смотрителя за Московскими синодальными недвижимыми имуществами; выслужил чин коллежского секретаря и получал по должности смотрителя содержание в размере 2000 руб. в год.
Умер 24 января 1894 года[по какому календарю?]. Был похоронен на Ваганьковском кладбище города Москвы.
Был женат (с 1882) на дочери потомственного почётного гражданина, купца 1-й гильдии и банкира Василия Степановича Марецкого, Вере Васильевне (1854—1917). Они имели сыновей Василия и Дмитрия, дочерей Ольгу и Веру. У жены был в Москве собственный дом — в Пречистенской части в 1-м Зачатьевском переулке в районе Остоженки.

## Постройки в Москве
- 1886: надстройка жилого корпуса Заиконоспасского монастыря (Никольская улица, 7, во дворе). Перестройка была сделана в русском стиле. Окна были оформлены колонками по сторонам и лепными наличниками; на втором этаже окна окружены с трёх сторон полувалами с «дыньками».
- 1887—1888: здание электростанции «Общества электрического освещения 1886 года» (Большая Дмитровка, 3).
- Церковь-усыпальница Первушиных (Церковь Иоанна Златоуста) в Донском монастыре (выстроена по проекту А. Г. Венсана в 1889—1892 годах, совместно с В. П. Гавриловым и М. П. Ивановым; Москва, Донская площадь, 1, стр. 14)
- Жилой дом Синодального училища церковного пения (Дом синодальных композиторов), построен в 1880-е, Средний Кисловский переулок, 4, стр. 2 — объект культурного наследия федерального значения[3].